# Mallochohelea munda
Mallochohelea munda är en tvåvingeart som först beskrevs av Friedrich Hermann Loew 1864.  Mallochohelea munda ingår i släktet Mallochohelea och familjen svidknott. Arten är reproducerande i Sverige. Inga underarter finns listade i Catalogue of Life.